# Angola nos Jogos Olímpicos de Verão de 2000
Mais uma vez o país Angolano conseguio compectir nos Jogos Olímpicos de Verão de 2000, em Sydney, na Austrália. Foi a quinta participação do país em Jogos Olímpicos.

## Desempenho

### Andebol
Feminino
| Equipe | Fase de grupos                                                                       | Fase de grupos | Quartos-de-final                           | Semifinal              | Final                  | Pos. |
| Equipe | Adversário e resultado                                                               | Pos.           | Adversário e resultado                     | Adversário e resultado | Adversário e resultado | Pos. |
| --- | ------------------------------------------------------------------------------------ | -------------- | ------------------------------------------ | ---------------------- | ---------------------- | ---- |
| Anica Neto Domingas Cordeiro Lili Webba-Torres Filomena Trindade Ilda Bengue Ivone Mufuca Justina Praça Marcelina Kiala Maria Inês Jololo Odete Tavares Maura Faial Regina Camumbila Teresa Ulundo | HUN Hungria D 22-42 ROU Romênia D 25-35 FRA França D 27-29 KOR Coreia do Sul D 24-31 | 5º (gr. A)     | Disputa do 9º lugar: AUS Austrália V 26-18 | Não avançou            | Não avançou            | 9º   |

### Atletismo
Masculinos
| Atleta        | Prova    | Eliminatórias | Eliminatórias | Quartos-de-final | Quartos-de-final | Semifinal | Semifinal | Final   | Final |
| Atleta        | Prova    | Res.          | Pos.          | Res.             | Pos.             | Res.      | Pos.      | Res.    | Pos.  |
| ------------- | -------- | ------------- | ------------- | ---------------- | ---------------- | --------- | --------- | ------- | ----- |
| João N'Tyamba | Maratona |               |               |                  |                  |           |           | 2:16:43 | 17º   |

Femininos
| Atleta           | Prova | Eliminatórias | Eliminatórias | Quartos-de-final | Quartos-de-final | Semifinal   | Semifinal   | Final       | Final       |
| Atleta           | Prova | Res.          | Pos.          | Res.             | Pos.             | Res.        | Pos.        | Res.        | Pos.        |
| ---------------- | ----- | ------------- | ------------- | ---------------- | ---------------- | ----------- | ----------- | ----------- | ----------- |
| Delfina Cassinda | 800m  | 2:15.02       | 7º/bat.4      |                  |                  | Não avançou | Não avançou | Não avançou | Não avançou |

### Basquetebol
Masculinos
| Equipe | Fase de grupos                                                                                         | Fase de grupos | Quartos-de-final                                | Semifinal              | Final                  | Pos. |
| Equipe | Adversário e resultado                                                                                 | Pos.           | Adversário e resultado                          | Adversário e resultado | Adversário e resultado | Pos. |
| --- | --- | -------------- | ----------------------------------------------- | ---------------------- | ---------------------- | ---- |
| Victor Muzadi Aníbal Moreira Ângelo Victoriano Garcia Domingos Edmar Victoriano Victor de Carvalho Herlander Coimbra Belarmino Chipongue David Dias Carlos Almeida Miguel Lutonda Buila Katiavala | ESP Espanha D 45-64 CAN Canadá D 54-99 YUG Iugoslávia D 64-73 AUS Austrália D 75-86 RUS Rússia D 65-88 | 6º (gr. B)     | Disputa do 11º lugar: NZL Nova Zelândia D 60-70 | Não avançou            | Não avançou            | 12º  |

### Natação
Masculinos
| Atleta      | Prova      | Eliminatórias | Eliminatórias | Semifinal   | Semifinal   | Final       | Final       |
| Atleta      | Prova      | Tempo         | Pos.          | Tempo       | Pos.        | Tempo       | Pos.        |
| ----------- | ---------- | ------------- | ------------- | ----------- | ----------- | ----------- | ----------- |
| João Aguiar | 50m livres | 25.70         | 63º           | Não avançou | Não avançou | Não avançou | Não avançou |

Femininos
| Atleta     | Prova       | Eliminatórias | Eliminatórias | Semifinal   | Semifinal   | Final       | Final       |
| Atleta     | Prova       | Tempo         | Pos.          | Tempo       | Pos.        | Tempo       | Pos.        |
| ---------- | ----------- | ------------- | ------------- | ----------- | ----------- | ----------- | ----------- |
| Nádia Cruz | 100m bruços | 1:19.57       | 38º           | Não avançou | Não avançou | Não avançou | Não avançou |

### Tiro
Masculinos
| Atleta              | Prova          | Eliminatória | Eliminatória | Final       | Final       |
| Atleta              | Prova          | Pts.         | Pos.         | Pts.        | Pos.        |
| ------------------- | -------------- | ------------ | ------------ | ----------- | ----------- |
| João Paulo de Silva | Fossa olímpica | 99           | 41º          | Não avançou | Não avançou |